# Operace Torch
Operace Torch (česky pochodeň, původně nazvaná operace Gymnast) bylo vylodění angloamerických jednotek ve francouzské Severní Africe, které proběhlo 8. listopadu 1942. Úkolem operace, jíž velel americký generál Dwight D. Eisenhower, bylo obsazení důležitých přístavů Oran, Casablanca a Alžír.
Operace byla součástí severoafrické kampaně a měla za úkol vytlačit Němce a vichistické jednotky ze severní Afriky (Maroko, Alžírsko), než tam stihnou vybudovat předmostí, a poté se spojit s britskými silami v Tunisku.

## Příprava a složení

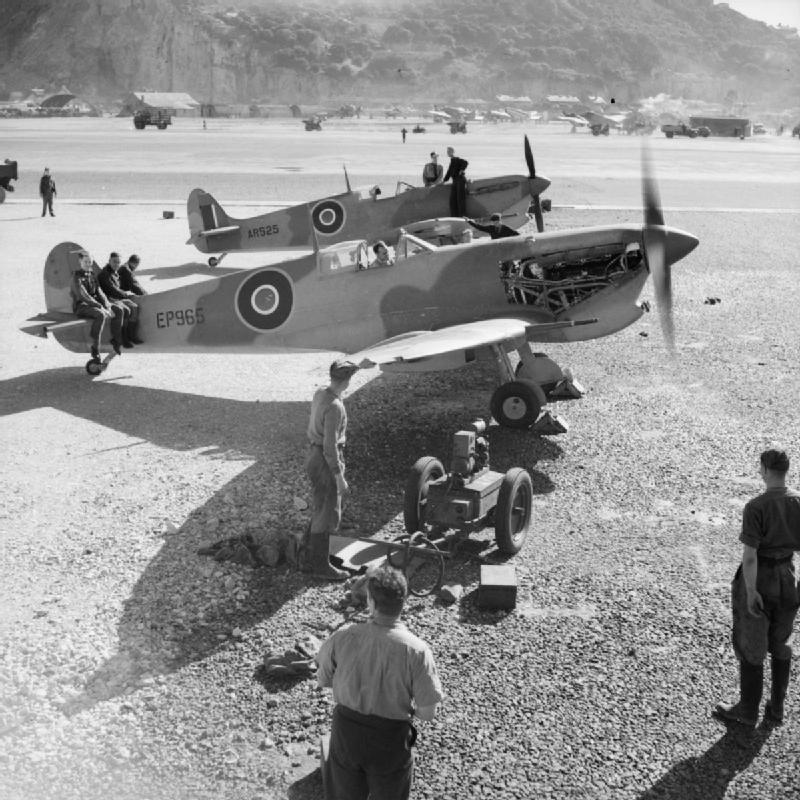
Po moři bylo dodáno 116 ks letounu Supermarine Spitfire, které byly na Gibraltaru během jedenácti dnů sestaveny.

Pro potřeby operace bylo v režii Office of Strategic Services (předchůdce CIA) provedeno vloupání na velvyslanectví Vichistické Francie za účelem ofotografování námořních kódovacích knih.
Operace byla rozdělena do tří hlavních operačních sektorů.
Západní operační svaz (Western Task Force):
- Tento svaz byl celý americký a vyplul rovnou z USA. Vylodil se na třech místech na frontě dlouhé 320 km kolem Casablanky na pobřeží Maroka. Casablanca, Fedala, Port Lyautey a nejjižněji ležící Sáfí
- Velitelem operace byl generál Patton, námořním operacím velel kontradmirál Henry K. Hewitt.
- Bylo zde nasazeno 35 000 vojáků z americké 2. obrněné, 3. pěší a částečně z 9. pěší divize.
- Lodě: bitevní lodě New York, Texas, Massachusetts, letadlová loď Ranger, eskortní letadlové lodě Sangamon, Chenango, Suwanee, Santee, křižníky Augusta (vlajková loď svazu), Wichita, Tuscaloosa, Savannah, Brooklyn, Philadelphia, Cleveland, 38 torpédoborců a dopravní, zásobovací lodě

Střední operační svaz (Central Task Force):
- Přistání Středního operačního svazu se uskutečnilo nedaleko Oranu.
- Svazu veleli generál Fredendall a komodor Thomas Hope Troubridge.
- Bylo zde nasazeno 39 000 mužů z americké 1. pěší a 1. tankové divize.
- Lodě: Vlajková loď Largs, eskortní letadlové lodě Bitter, Dasher, křižníky Jamaica, Aurora, protiletadlové lodě Alynbank, Delhi, 13 torpédoborců a dopravní, zásobovací lodě

Východní operační svaz (Eastern Task Force):
- Tento operační svaz přistál u Alžíru a byl britsko-americký.
- Vedli jej admirál Burrough a generál Ryder.
- Síla byla 33 000 vojáků, z 34. pěší divize a části 9. pěší divize a 1. tankové divize. Účastnily se také oddíly Commandos
- Lodě: velitelská loď Bulolo, letadlová loď Argus, eskortní letadlová loď Avenger, křižníky Sheffield, Scylla, Charybdis, protiletadlové lodě Palomares, Pozarica, Tynwald, 13 torpédoborců a dopravní, zásobovací lodě

## Výsledek operace
Alžírský operační svaz byl úspěšný a bez větších problémů obsadil město. Oranský operační svaz nebyl tak úspěšný a obsadit přístav se povedlo teprve v noci, když bylo u Tafarainu vybudováno a zajištěno předmostí a dobyto letiště. Nejtěžší boje byly svedeny o Casablanku, jež byla obsazena až 11. listopadu.
Touto operací byl Rommelův osud definitivně zpečetěn. Dostal by se mezi dva „mlýnské kameny“, neboť jej ze západu „drtily“ Eisenhowerovy jednotky a z východu Montgomeryho osmá armáda. Bylo tedy pro něj životně důležité udržet opěrné body v Tunisku (Tunis, Bizerta).